# 台灣颱風洪水研究中心
台灣颱風洪水研究中心（英語：Taiwan Typhoon and Flood Research Institute，簡稱TTFRI、颱洪中心），全名財團法人國家實驗研究院台灣颱風洪水研究中心，簡稱颱洪中心，是國家實驗研究院以下，研究颱風及洪水的研究中心，於2011年8月17日成立；9月16日，颱洪中心主任由國立臺灣大學大氣科學系李清勝教授接任。2017年8月1日，由國立中央大學大氣科學系暨大氣物理研究所黃清勇教授接任。2018年底裁撤。

## 目的
颱洪中心定位為颱洪防減災關鍵技術研發中心，整合國家實驗研究院之跨領域研發能量，結合學研界與作業單位研發成果，深耕颱洪災害研究及開發前瞻觀測與模擬技術，支援災害防救單位的技術需求。有別於國家災害防救科技中心、中央氣象局、水利署及水保局...等作業單位，颱洪中心著重於發展前瞻防減災科技、從事跨領域與跨國合作、並提供產業界客製化服務(如：颱洪預警實驗應用平台)。所有研發成果均即時提供作業單位於防災應變時參考應用；同時透過參與行政院災害防救應用科技方案，針對洪泛、乾旱、劇烈天氣及氣候變遷等課題，強化與國家災害防救科技中心及其他學研或作業單位之合作分工。

## 沿革
- 2007年1月1日，颱洪中心籌備處於新竹科學園區成立。
- 2008年5月1日，籌備處遷至中部科學工業園區。
- 2010年8月1日，設立台北辦公室。
- 2015年8月19日，大氣水文研究資料庫正式啟用。
- 2018年12月31日，裁撤，少數研究人員併入災防中心。

## 定位與整併議題
對於颱洪中心與災防中心整併議題，立法院於近兩年議案有提到，如以下陳列：
- 院總第887號，政府提案第15100號之942。
- 院總第887號，政府提案第15350號之476。
- 院總第887號，政府提案第15700號之3238[5]。

## 八二三水災後續反應
8月24日，蔡英文總統強調：「氣象預報和預警是重中之重。」8月25日，天氣風險公司分析師吳聖宇表示：「明年度(2019)氣象學界的研究經費被砍掉，台灣颱風洪水研究中心也收掉了，讓人不得不懷疑政府真的對氣象預報預警是有心的嗎？」以致後續媒體開始注意颱洪中心、災防中心之整併議題。8月31日，氣象局辛在勤前局長於臉書說道：「多年來，我就主張颱風洪水中心（從成立就因定位問題，有些爭議，終究被拿來祭旗）一切兩半，颱風氣象歸會氣象局（目前還在交通部），洪水的到水利署（經濟部）或NCDR。」而颱洪中心黃清勇主任於29日透過自由時報媒體表達以下觀點：
1. 中心目前僅有一半的員工願意到災防中心工作。
2. 颱洪中心應等環境資源部成立後，再予以整併至環資部，唯科技部長陳良基執意裁撤。
3. 整併至災防中心，其業務性質不利於目前颱洪人才所能發揮之專業，會以支援公務需求為主。
4. 災防中心無規劃承接颱洪中心大部分觀測設備，包含無人飛機、剖風儀雷達、試驗流域儀器...等大氣水文觀測設備，此儀器未來留於國研院或給予大專院校接收。

## 歷任主任
| 單位                 | 姓名   | 就職時間      | 卸任時間       |
| -------------------- | ------ | ------------- | -------------- |
| 台灣颱風洪水研究中心 | 李清勝 | 2011年9月16日 | 2017年7月31日  |
| 台灣颱風洪水研究中心 | 黃清勇 | 2017年8月1日  | 2018年12月31日 |

## 歷年預算以及人力統計表[8]
| 年度 | 颱洪中心(千元) | 人力(人/年) | 災防中心(千元) | 人力(人/年) | 國研院(千元) | 人力(人/年) |
| ---- | -------------- | ----------- | -------------- | ----------- | ------------ | ----------- |
| 2014 | 110,149        |             | 166,185        | 94          | 5,617,058    | 1,569       |
| 2015 | 104,305        | 47          | 165,131        | 98          | 5,525,615    | 1,483       |
| 2016 | 118,670        | 49          | 210,000        | 100         | 5,807,047    | 1,483       |
| 2017 | 111,047        | 52          | 162,171        | 100         | 4,945,383    | 1,520       |
| 2018 | 88,238         | 54          | 148,317        | 100         | 4,419,433    | 1,536       |
| 2019 | 0              | 0           | 214,330        | 133         | 5,394,455    | 1,511       |

## 業務
- 服務平台
  - 大氣水文研究資料庫
  - 颱洪預警實驗應用平台
- 觀測領域
  - 建立國內高時空解析度梅雨季觀測資料
  - 山區降雨研究雷達定量降水推估技術[10]
  - 無人定翼飛機高空長時間觀測[11]，建置大範圍空照圖
- 水文領域
  - 斷橋預警系統[12]
  - 整合式水文資料監測系統[13]
  - 本土化前瞻坡地災害分析技術
  - 氣水模擬不確定性對區域淹水風險評估技術研發

- 大氣模式領域
  - 系集雨量大數據分析技術[14]
  - 先進資料同化技術發展[15]
  - 福衛掩星資料同化技術發展
  - 系集雨量加值策略-群集分析
  - 颱風期間測站之陣風預測技術研發
  - 全球模式旬期準作業化系集預報實驗平台之研發與測試

- 社會經濟研究
  - 系集預報經濟效益評估分析(農業部門、工商部門、與公共部門決策) ，提供政策辯護基礎
  - 建置預警與撤離避難之成本效益分析模型與標準流程、提供成本效益比金額及協助政策分析與提供政策發展建議

## 編制
- 主任室
- 財會小組
- 行政服務組
- 水文技術組
- 大氣模式組
- 觀測分析組

## 外部連結
- 台灣颱風洪水研究中心
- 大氣水文研究資料庫 （页面存档备份，存于）
- 颱洪預警實驗應用平台